# Pitcairnia chiriguana
Pitcairnia chiriguana är en gräsväxtart som beskrevs av Alberto Castellanos. Pitcairnia chiriguana ingår i släktet Pitcairnia och familjen Bromeliaceae. Inga underarter finns listade i Catalogue of Life.